# پولیسایفو
شهر پولیسایفو (به روسی: Полысаево) در کشور روسیه و در اوبلاست کمروو واقع شده‌است.